# Carles IV d'Espanya
Carles IV d'Espanya (castellà: Carlos IV)  (Portici, 11 de novembre de 1748 - Roma, 20 de gener de 1819) fou príncep d'Astúries (1759 - 1788) i Rei d'Espanya (1788 - 1808) després de la mort del seu pare Carles III d'Espanya.

## Biografia
Era fill del rei Carles III d'Espanya i la princesa Maria Amàlia de Saxònia i net per línia paterna de Felip V d'Espanya i Isabel de Farnesi, i per línia materna de Frederic August II de Saxònia i Maria Josepa d'Àustria. Fou germà del també rei Ferran I de les Dues Sicílies, així com cunyat de l'emperador Leopold II, emperador romanogermànic.
El 1759 fou designat príncep d'Astúries en veure que el seu germà gran, Felip Antoni, era apartat del tron degut als seus problemes mentals. Va succeir el seu pare en morir aquest el 1788.
Va accedir al tron amb una àmplia experiència en els assumptes d'Estat, però la repercussió dels esdeveniments esdevinguts a França l'any 1789 i el govern a les mans de la seva esposa Maria Lluïsa de Parma i l'amant d'aquesta, Manuel Godoy van frustrar les expectatives amb què va iniciar el seu regnat. A la mort de Carles III, l'empitjorament de l'economia i el desgavell de l'administració revelen els límits del reformisme, fins al punt que la Revolució Francesa posa a sobre de la taula una alternativa a l'Antic Règim.

### Govern del Comte de Floridablanca
Les primeres decisions de Carles IV van mostrar uns propòsits reformistes. Designà primer ministre el Comte de Floridablanca, un il·lustrat que va iniciar la seva gestió amb mesures com la condonació del retard de les contribucions, limitació del preu del pa, restricció de l'acumulació de béns de mans mortes, supressió de vincles i mayorazgos i l'impuls del desenvolupament econòmic. El mateix Monarca va prendre la iniciativa de derogar la Llei Sàlica imposada pel seu antecessor Felip V d'Espanya, mesura ratificada per les Corts de 1789, tot i que no es va arribar mai a promulgar.
L'esclat de la Revolució Francesa el 1789 va canviar radicalment la política de l'Estat. Amb l'arribada de notícies de França, el nerviosisme de la Corona creix i acaba per dissoldre les Corts que, controlades per Floridablanca, s'havien reunit per reconèixer l'infant Ferran com a Príncep d'Astúries. L'aïllament semblà ser la recepta per evitar la propagació de les idees revolucionàries a Espanya. Floridablanca, davant de la gravetat dels fets va deixar en suspens els Pactes de Família, va establir controls a la frontera per impedir l'expansió del fenomen revolucionari i va efectuar una forta pressió diplomàtica en suport al rei Lluís XVI de França. També es posà fi als projectes reformistes del regnat anterior i els va substituir pel conservadorisme i la repressió, fonamentalment a les mans de la Inquisició, que deté a Francisco Cabarrús, desterra Jovellanos i desposseeix dels seus càrrecs a Pedro Rodríguez de Campomanes.

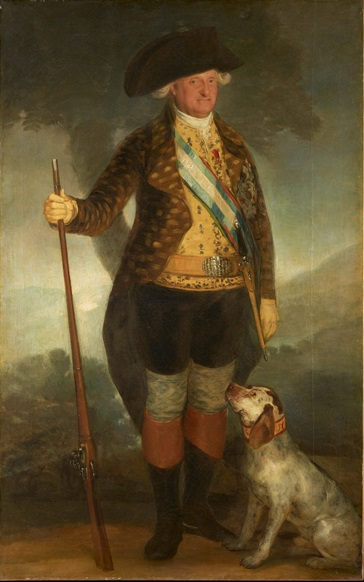
Carles IV d'Espanya pintat per Goya

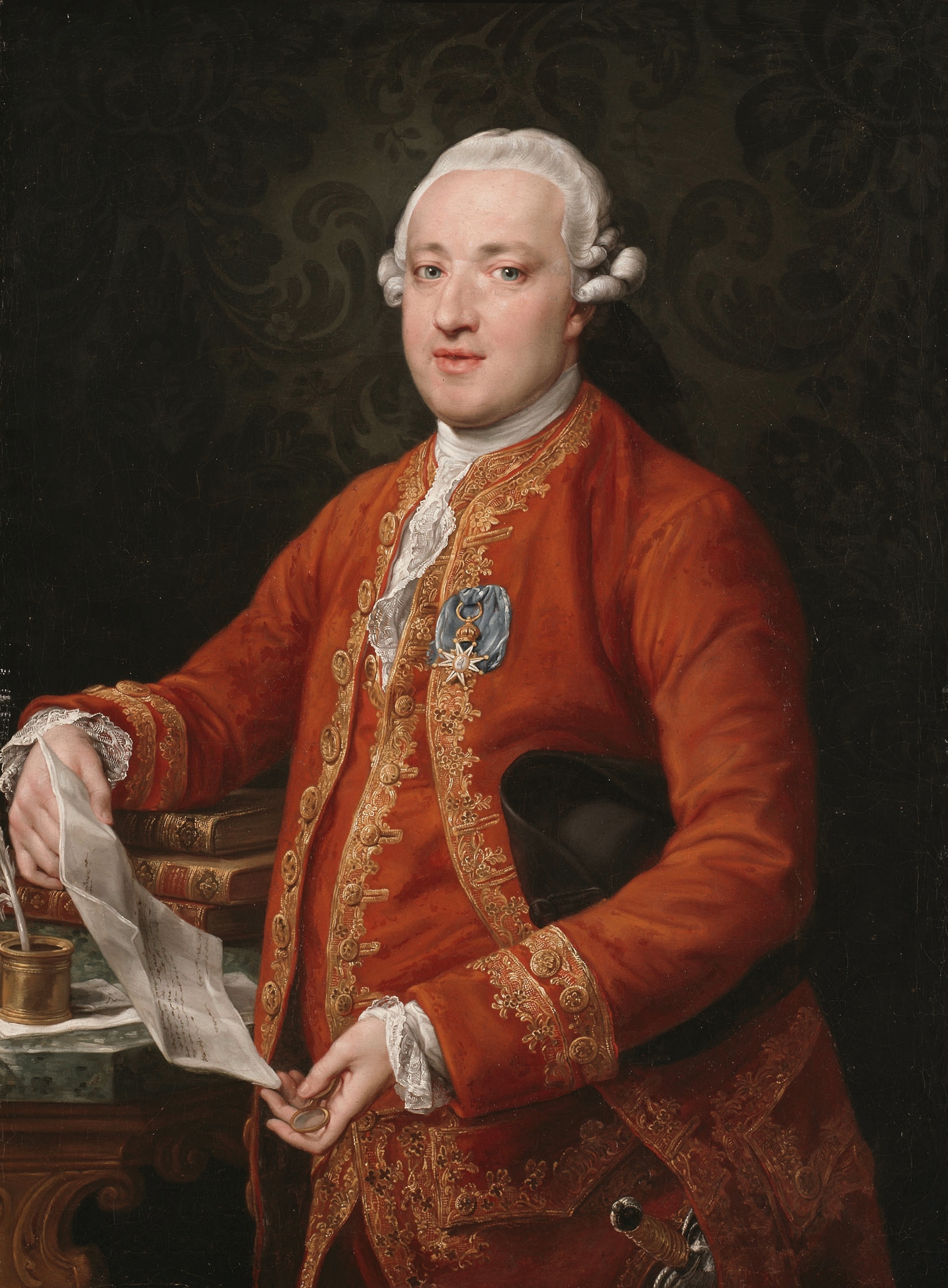
El conde de Floridablanca (1776), de Pompeo Batoni

### Govern del Comte d'Aranda
El 1792 Floridablanca va ser substituït pel Comte d'Aranda, amic de Voltaire i d'altres revolucionaris francesos, a qui el rei encomana la difícil missió de salvar la vida del rei francès en el moment en què aquest havia acceptat la primera Constitució francesa.
Tanmateix, la radicalització revolucionària a partir de 1792 i el destronament de Lluís XVI, el rei francès va ser empresonat i va quedar proclamada la República, va precipitar la caiguda del comte d'Aranda i l'arribada al poder de Manuel Godoy el 15 de novembre de 1792.

### Governs de Manuel de Godoy

#### Primer Govern

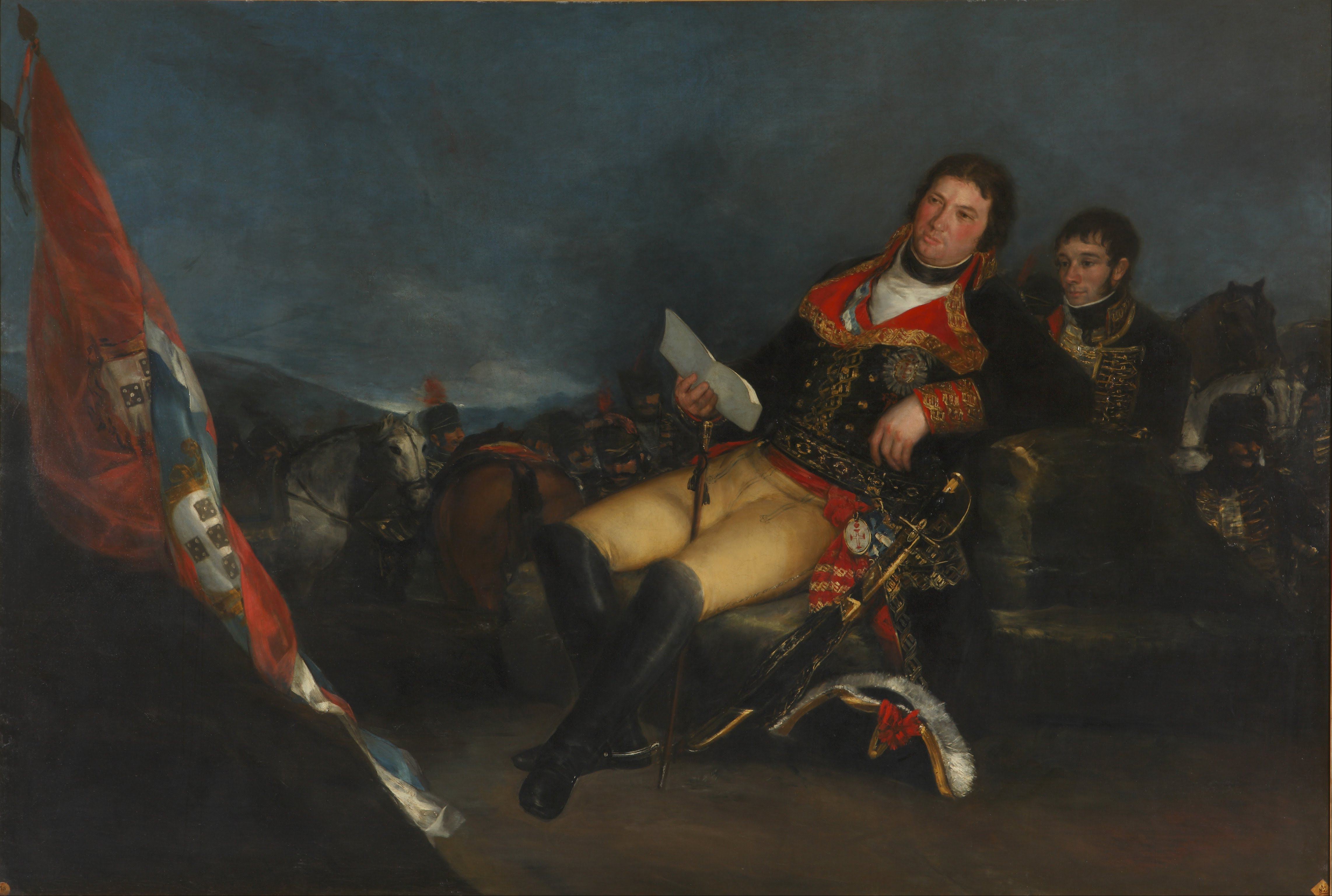
Manuel de Godoy pintat per Francisco de Goya

Manuel Godoy, un guàrdia de corps, va ascendir ràpidament en la Cort gràcies a la seva influència sobre la reina Maria Lluïsa. En pocs anys va passar de senzill gentilhome a duc d'Alcúdia i Sueca, capità general i, des del finals de 1792, ministre universal de Carles IV amb un poder absolut. De pensament il·lustrat va impulsar mesures reformistes com les disposicions per afavorir l'ensenyament de les ciències aplicades, la protecció a les Societats Econòmiques d'Amics del País i la desamortització de béns pertanyents a hospitals, cases de misericòrdia i hospicis regentats per comunitats religioses.
La Revolució Francesa va condicionar la seva actuació en la política espanyola. Les seves primeres mesures es van encaminar a salvar la vida del rei francès, processat i condemnat a mort. Malgrat els esforços de totes les Corts, el monarca francès va ser guillotinat el gener de 1793, la qual cosa generalitzà una guerra de les potències europees contra la França revolucionària coneguda com la Guerra de la Convenció, en la qual Espanya va participar i va ser derrotada per la França Republicana, fruit del desastrós proveïment, la pèssima preparació de l'exèrcit i l'escassa moral de la tropa davant els enardits sans culottes francesos. Un exèrcit dirigit pel General Ricardos va entrar en el Rosselló i va aconseguir alguns èxits. A partir de 1794 les tropes espanyoles es van veure forçades a la retirada. Els francesos van ocupar Figueres, Irun, Sant Sebastià, Bilbao, Vitòria i Miranda de Ebro. Godoy va subscriure amb França la Pau de Basilea el 1795. La República Francesa va tornar a Espanya les places ocupades, a canvi del territori de l'illa de l'Espanyola, colònia de Santo Domingo. En agraïment va rebre el títol de Príncep de la Pau.
El 1796, conclosa la fase més radical de la Revolució, Godoy va firmar el Tractat de Sant Ildefons i Espanya es va convertir en aliada de França. Aquest canvi de postura pretenia l'enfrontament amb la Gran Bretanya, principal adversari de la França revolucionària i tradicional enemiga d'Espanya amb qui disputava l'hegemonia marítima i, concretament, el comerç amb Amèrica. L'esquadra espanyola va sofrir la derrota davant el cap de Sant Vicenç el 1797, però Cadis i Santa Cruz de Tenerife van resistir als atacs de l'almirall Horatio Nelson. A Amèrica els britànics van ocupar l'illa de Trinitat. Això va provocar la caiguda de Godoy el maig de 1798.

#### Govern provisional
Dos il·lustrats, Francisco de Saavedra i Mariano Luis de Urquijo, se succeïren al capdavant del govern entre 1798 i 1800.

#### Segon govern
L'arribada al poder de Napoleó el 1799 i la seva proclamació com a Emperador el 1804 va alterar les relacions internacionals i es va renovar l'aliança amb França. Napoleó necessitava, en la seva lluita contra els britànics, comptar amb la col·laboració d'Espanya, sobretot de la seva esquadra. És per això que Napoleó va pressionar Carles IV perquè restituís la seva confiança en Godoy. Aquest va assumir de nou el poder el 1800 i va firmar un segon Tractat de Sant Ildefons pel qual posava a disposició de Napoleó l'esquadra espanyola, la qual cosa implicava de nou la guerra contra la Gran Bretanya.
Godoy va declarar el 1802 la guerra a Portugal, principal aliat britànic al continent, abans que ho fes el mateix Napoleó. Aquest conflicte, conegut com la Guerra de les Taronges, va significar l'ocupació d'Olivença per Espanya a més d'obtenir el compromís de Portugal d'impedir l'atracada de vaixells britànics als seus ports. Aquell any, l'estada a Barcelona des de l'11 de setembre fins al 8 de novembre de la família reial, amb la presència de Carles IV i la seva esposa Maria Lluïsa de Parma, que celebraven la doble boda del Príncep d'Astúries i la Infanta Maria Isabel amb prínceps italians, comportà nombroses obres a la ciutat, com la renovació del Palau Reial, l'acabament de les obres de la Duana Nova i els jardins del Laberint d'Horta, l'ampliació del Teatre Principal i nombroses obres d'infraestructura.
El 1803 va frustrar una operació d'intrigues que Godoy, convençut de la necessitat d'una expansió africana, havia encarregat a Ali Bei al Marroc.
El 14 de desembre de 1804 Espanya declara la guerra a Anglaterra i el 1805, la derrota de l'esquadra franco-espanyola a la batalla de Trafalgar per l'Armada britànica va modificar la situació radicalment. Davant l'hegemonia de la Gran Bretanya als mars, Napoleó va recórrer al bloqueig continental, mesura a què es va afegir Espanya. El 1807 va ser subscrit el Tractat de Fontainebleau que va establir el repartiment de Portugal entre França, Espanya i el mateix Godoy, i el dret de pas per Espanya de les tropes franceses encarregades de la seva ocupació.

#### Crisi final
Amb tal successió de guerres es va agreujar fins a l'extrem la crisi de la Hisenda, i els ministres de Carles IV es van mostrar incapaços de solucionar-la, ja que el temor a la revolució els impedia introduir les necessàries reformes, que haguessin lesionat els interessos dels estaments privilegiats, alterant l'ordre tradicional.
La presència de soldats francesos en territori espanyol va augmentar l'oposició cap a Godoy, enfrontat amb els sectors més tradicionals per la seva política reformista i "entreguista" cap a Napoleó. A l'octubre de 1807 es va produir la Conjura de l'Escorial, conspiració encapçalada per l'infant Ferran, Príncep d'Astúries, que pretenia la substitució de Godoy i el destronament del seu propi pare. Però frustrada, el mateix Ferran va delatar els seus col·laboradors. El març de 1808, davant de l'evidència de l'ocupació francesa, Godoy va aconsellar els reis que abandonessin Espanya. Llavors va esclatar el Motí d'Aranjuez, un aixecament popular contra els reis que va aprofitar la seva presència al palau d'Aranjuez. Godoy va ser empresonat pels amotinats i Carles IV, davant del caire dels esdeveniments, va abdicar en el seu fill Ferran VII d'Espanya.
Napoleó, recelós davant del canvi de monarca, va convocar la família reial espanyola a una trobada a la localitat francesa de Baiona. Ferran VII, sota la pressió de l'emperador francès, va tornar la corona a Carles IV. Aquest la va lliurar a Napoleó que va designar nou rei d'Espanya el seu germà Josep Bonaparte.

### Final de la seva vida
Carles IV va romandre presoner de Napoleó fins a la seva derrota definitiva el 1814, però llavors va ser Ferran VII qui accedí al tron espanyol. Ferran va mantenir el pare desterrat per temor que no li disputés el poder. Carles IV i la seva muller van passar la resta de la seva vida exiliats a la cort papal de Roma, on Carles morí el 19 de gener del 1819.

## Núpcies i descendents
Va casar-se el 4 de setembre de 1765 a La Granja de San Ildefonso, encara sent príncep d'Astúries, amb la princesa Maria Lluïsa de Parma, filla del duc Felip I de Parma i de la princesa Elisabet de França. El matrimoni tingué catorze fills, dels quals només set van arribar a l'edat adulta:
- Carles Climent (El Escorial, 1771 - El Pardo, 1774)
- Carlota Joaquima (Madrid, 1775 - Queluz, 1830)
- Maria Lluïsa (San Ildefonso, 1777 - 1782)
- Maria Amàlia (El Pardo, 1779 - Madrid, 1798)
- Carles Domènec Eusebi (El Pardo, 1780 - Aranjuez, 1783)
- Maria Lluïsa (La Granja, 1782 - Lucca, 1824)
- Carles i Felip (San Ildefonso, 1783 - 1784)
- Ferran (El Escorial, 1784 - Madrid, 1833)
- Carles Maria Isidre (Madrid, 1788 - Trieste, 1855)
- Maria Isabel (Madrid, 1789 - Portici, 1848)
- Maria Teresa (Aranjuez, 1791 - El Escorial, 1794)
- Felip Maria (Aranjuez, 1792 - Madrid, 1794)
- Francesc de Paula (Aranjuez, 1794 - Madrid, 1865)

## Mecenatge
Des de la seva joventut, l'infant Carles va mostrar un veritable interès per les arts. Era violinista aficionat i es va rodejar d'un entorn musical privilegiat, dirigit per Gaetano Brunetti i en morir aquest pel seu fill Francisco Brunetti. Abans d'accedir al tron es va interessar per la pintura de Luis Meléndez i de Claude Joseph Vernet i després de la mort de Carles III va nomenar Francisco de Goya pintor de la Cambra del Rei i va continuar patrocinant la sèrie de vistes de ports de Luis Paret.